# Nightstar (train)
Le Nightstar était un projet de service de train de nuit au milieu des années 1990 devant circuler au départ de diverses régions du Royaume-Uni vers des destinations en Europe continentale, via le tunnel sous la Manche. Devant fonctionner aux côtés des trains de jour à grande vitesse Eurostar et des services Eurostar régionaux au nord de Londres (lesquels n'ont jamais été opérationnels), le Nightstar était la dernière partie d'un projet d'utilisation 24 heures sur 24 du tunnel sous la Manche par des trains de voyageurs.
Le service Nightstar devait être exploité par European Night Services, une société détenue principalement par European Passenger Services, alors l'opérateur attitré du service Eurostar.
Après le rejet de divers projets britanniques pour le train Eurostar British Rail Class 373 — qui a finalement utilisé des rames dérivées du TGV français mis au gabarit de chargement britannique — le concept Nightstar a émergé comme un train de voitures de voyageurs individuelles par locomotive. Bien qu'une partie des voitures aient été construites, le projet a été annulé en juillet 1997 faute de viabilité commerciale. La totalité des voitures à voyageurs (y compris celles inachevées) a finalement été revendue à l'opérateur Via Rail au Canada, formant ainsi sa flotte de trains Renaissance.

## Matériel remorqué
Les trains devaient utiliser des véhicules basés sur les voitures British Rail Mark 4 modifiés pour le service longue distance. Toutes les voitures étaient climatisées, dotées de portes automatiques et conçues pour répondre aux normes de sécurité de chaque pays traversé, la plus stricte de ces exigences étant celle du tunnel sous la Manche. Une flotte de 139 voitures a été commandée, répartie en 47 voitures à places assises, 72 voitures-lits et 20 véhicules de service,. Les voitures auraient normalement été configurées en 9 rames de sept voitures et 9 ensembles de huit voitures, avec quatre véhicules de rechange (deux voitures assises et deux véhicules de service). Les trains auraient fonctionné soit en sous-ensembles individuels (pour les services au-delà de Londres et vers certaines destinations européennes), soit en deux rames couplées (depuis Londres et via le tunnel). Comme les trains étaient conçus pour fonctionner en formations fixes, seules deux extrémités extérieures de chaque rame étaient équipées de tampons et d'un mécanisme d'attelage ordinaire.
Les rames auraient été organisées comme suit :
- Trois voitures à places assises, une de service et trois voitures-lits (rames à 7 éléments) ;
- Deux voitures à places assises, une de service et cinq de nuit (rames à 8 éléments).

Chaque voiture de jour à places assises disposait de 50 sièges inclinables dans une configuration "coach" en répartition 2+1 dans avec de la place pour les bagages au-dessus. Chaque voiture-lits comptait 20 lits répartis dans 10 cabines doubles. Toutes les cabines disposaient de toilettes et d'un lavabo privés, tandis que six cabines disposaient d'une douche privative. Les lits pouvaient être repliés contre le mur pour fournir des sièges durant la journée. Le véhicule de service était doté de banquettes pour 15 passagers dans un coin salon, d'un espace restauration, d'un grand espace bagages et d'un compartiment pour le personnel au centre, ainsi que d'une grande cabine avec deux lits, conçue pour être accessible aux personnes à mobilité réduite. Cet espace aurait été tourné du côté des autres voitures-lits et la zone des sièges du côté des voitures à sièges inclinables.
Les essais ont commencé sur la ligne de la côte Est entre Doncaster et Darlington en août 1996 avec une locomotive Class 90.

Intérieur (au Canada)
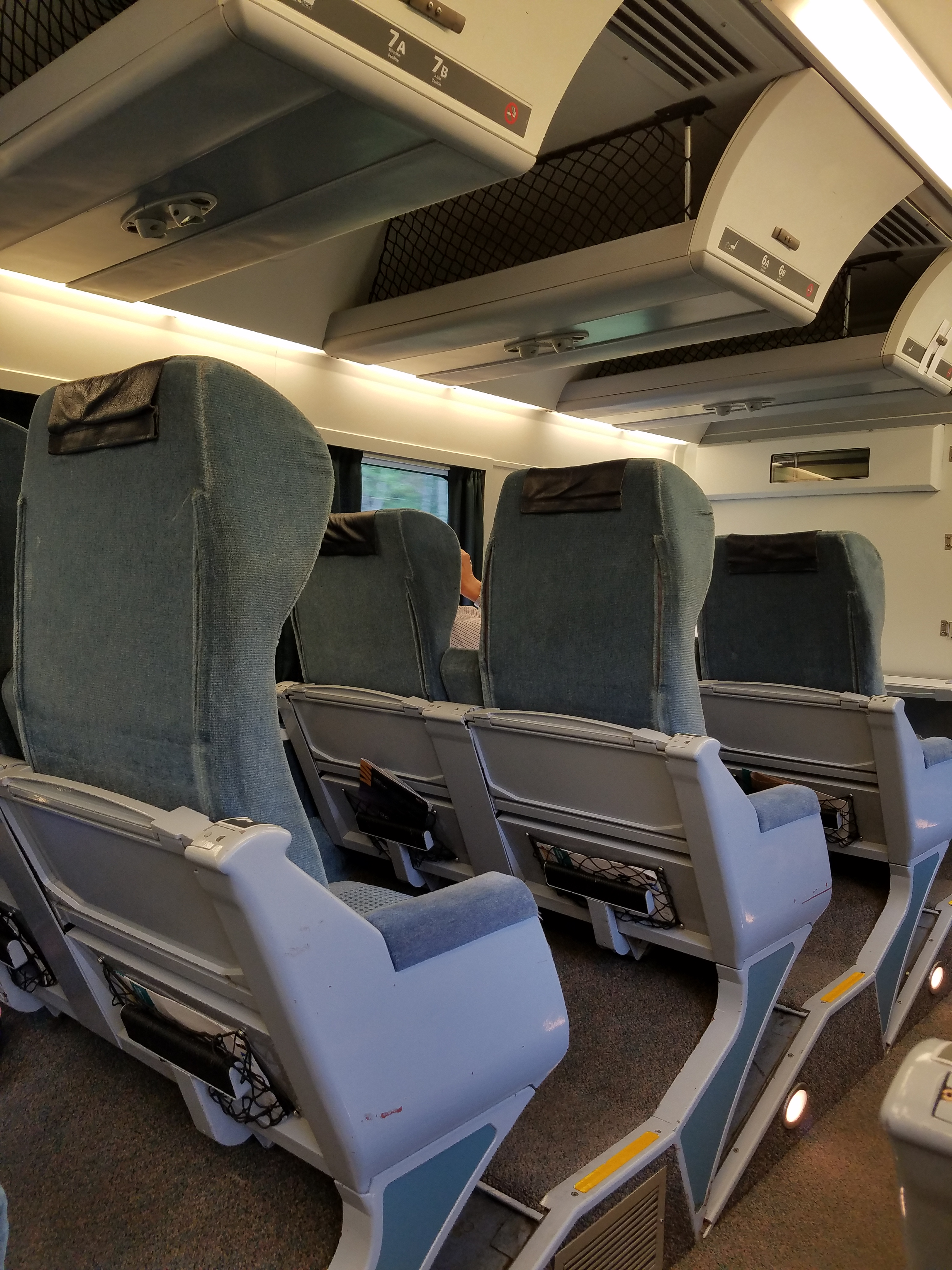
Sièges inclinables.
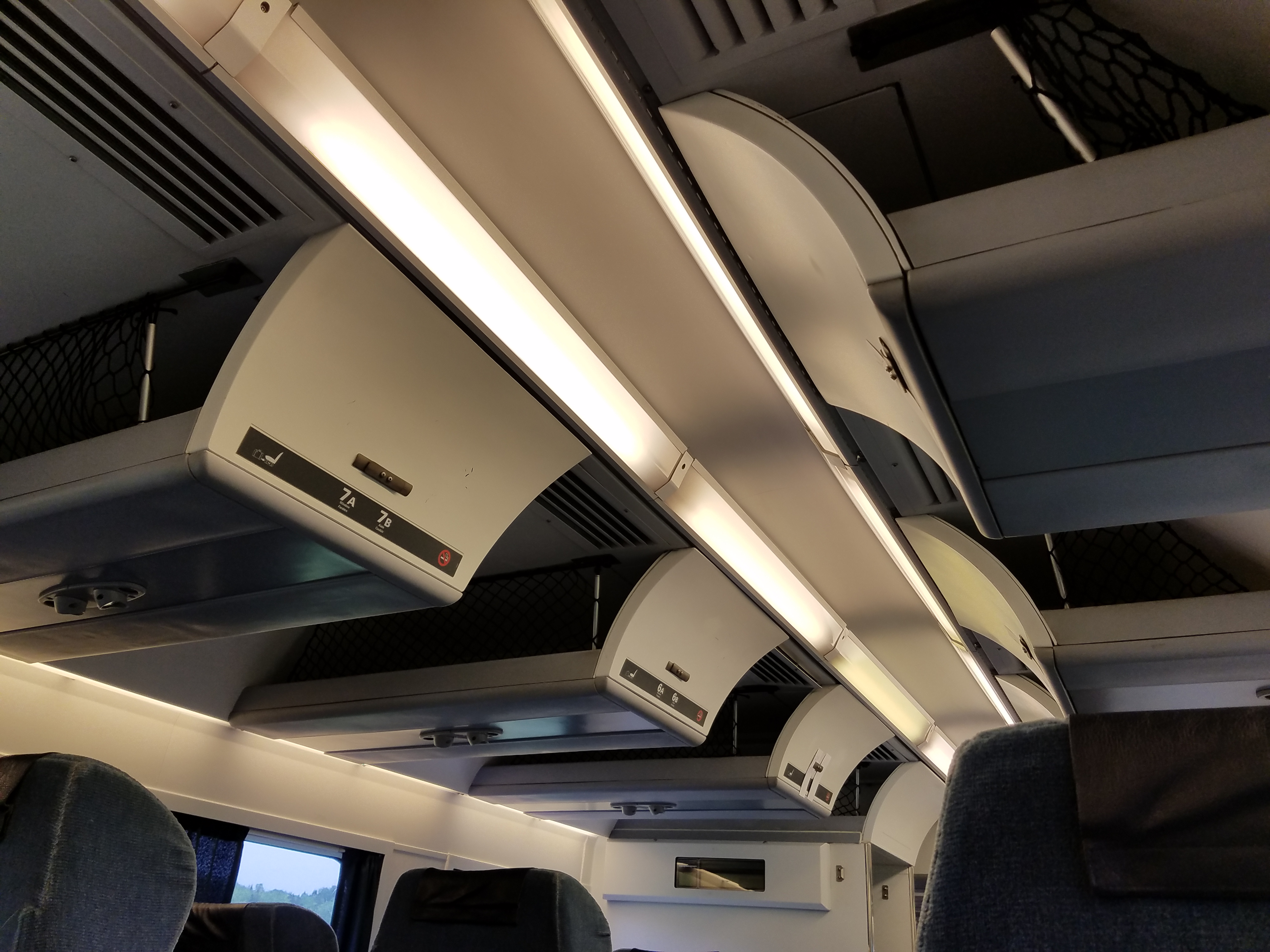
Porte-bagages.
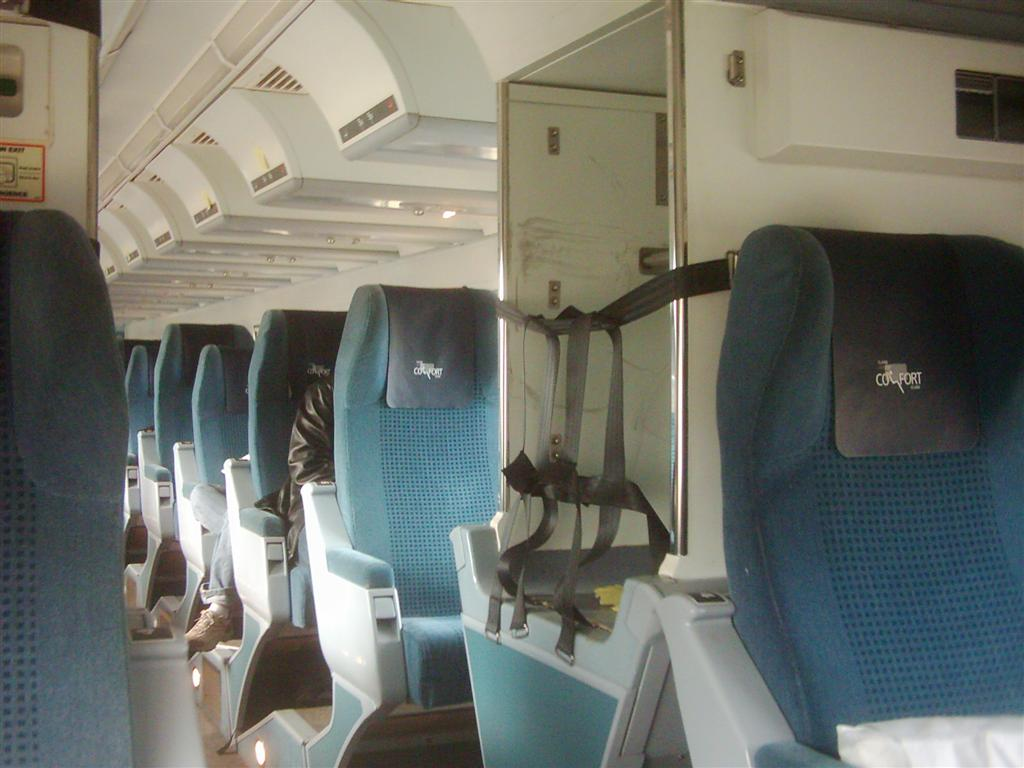
Porte-bagages médian.
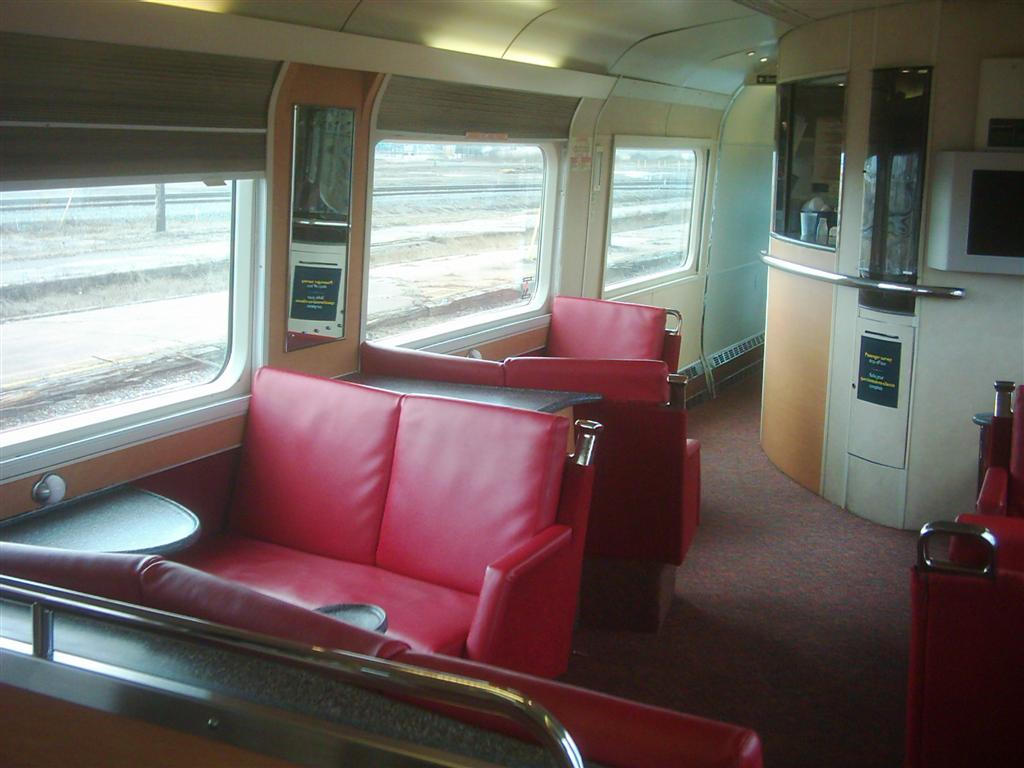
Voiture-service.
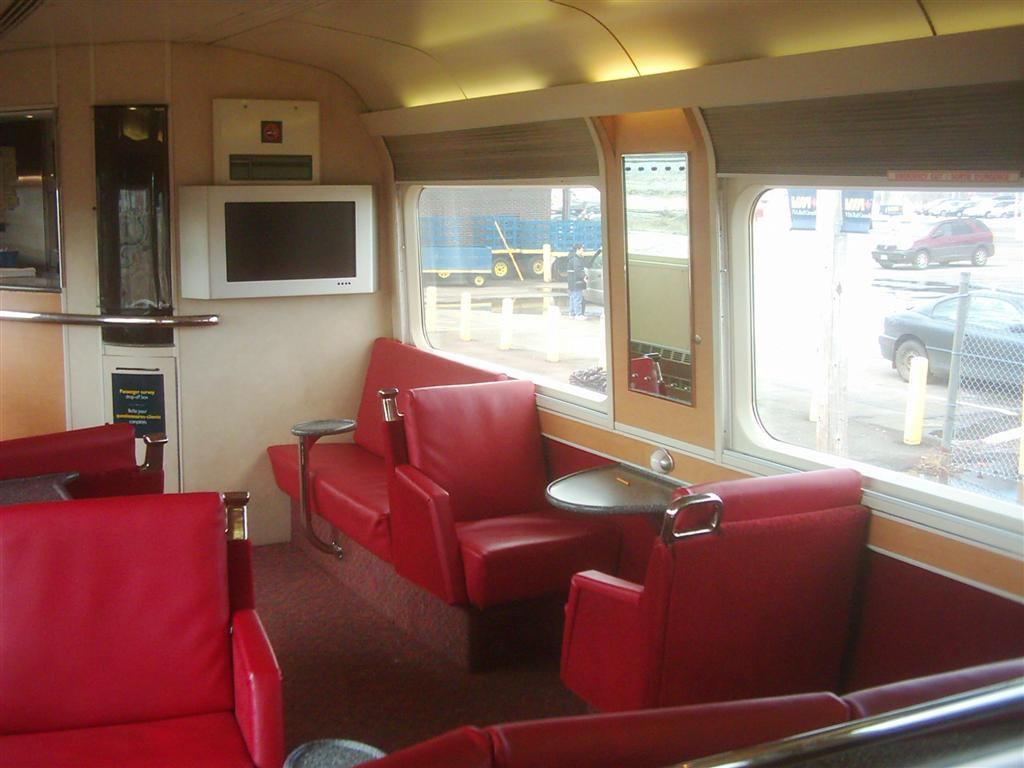
Comptoir.

## Locomotives

### Électriques

#### Classe 92

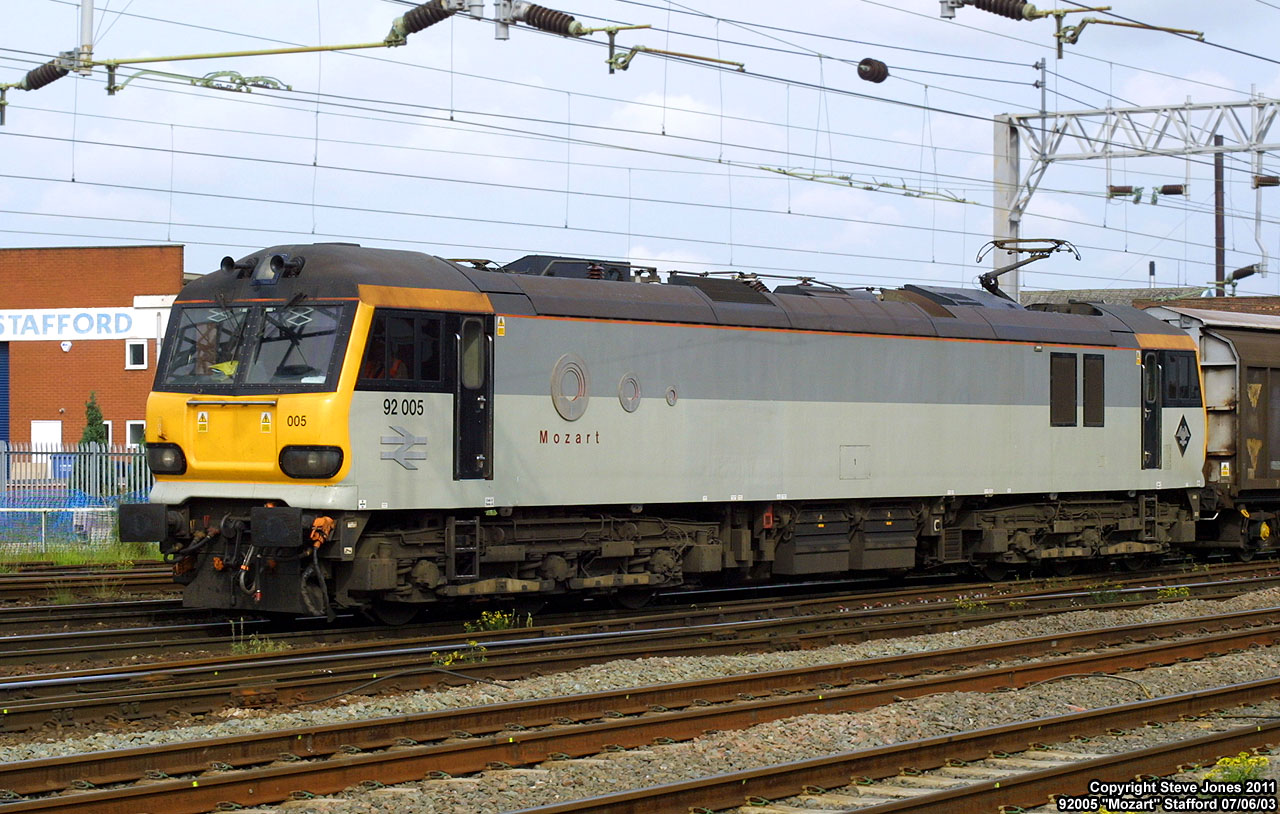
Une classe 92 en livrée d'origine.

Sur les lignes électrifiées devaient être utilisées des locomotives British Rail Class 92. Ces locomotives ont été conçues comme avec un système multi-tension pour ce rôle ainsi que pour le transport de marchandises via le tunnel sous la Manche. Elles sont capables de circuler sur les lignes à troisième rail 750 V courant continu du sud-est de l'Angleterre et des lignes 25 kV courant alternatif qu'on retrouve au-delà Londres, via le tunnel sous la Manche et en Europe. Sept exemplaires (92 020, 021, 032, 040, 044-046) ont été attribués aux services de passagers européens et peintes dans une livrée assortie[réf. nécessaire]. Après l'annulation du service, elles ont été placés en stockage puis vendues à l'opérateur GB Railfreight. Certains ont été réactivées après plus de 15 d'inactivité.

#### SNCF Classe BB 36000

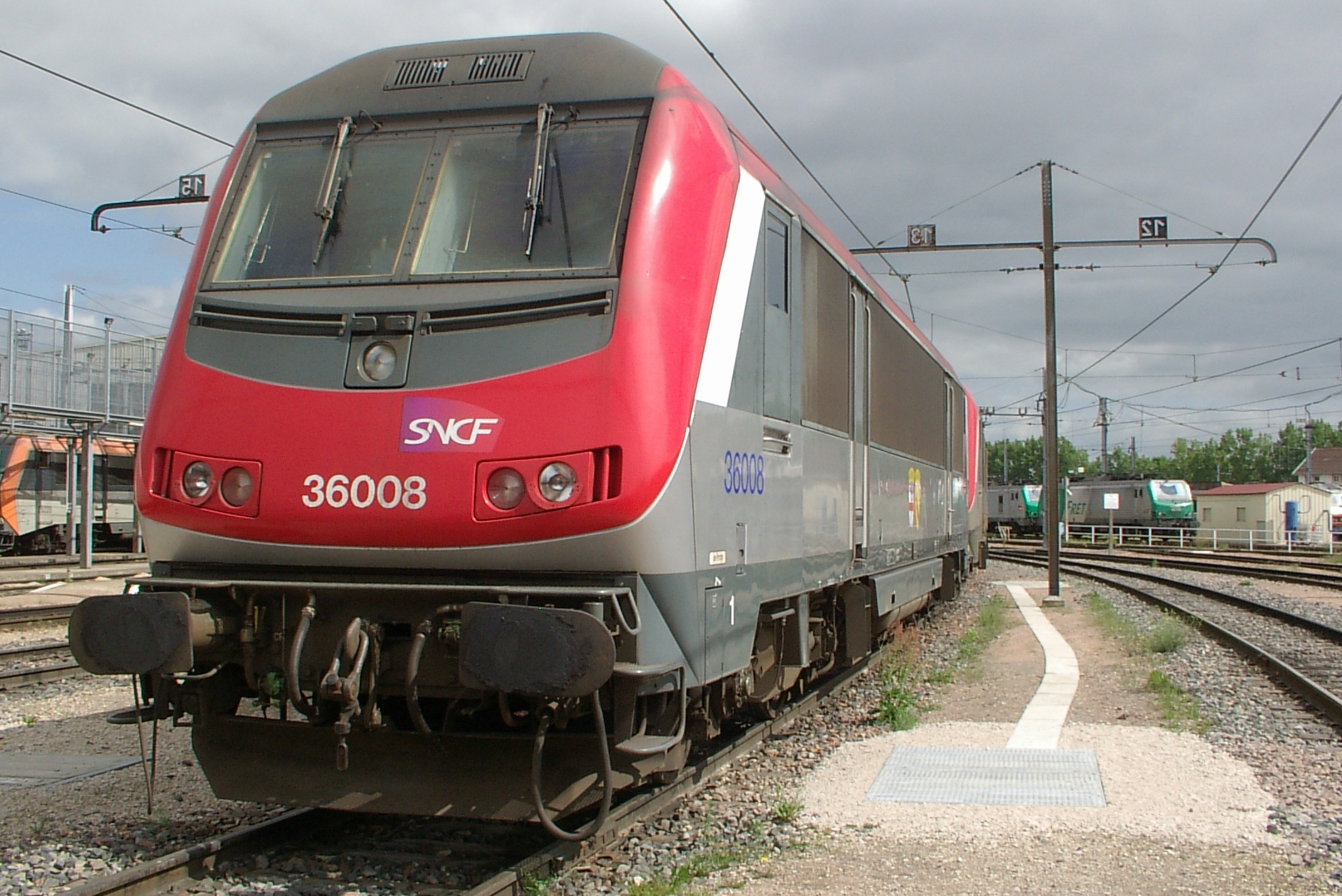
Une BB 36000 en livrée d'origine.

Cette série a été conçue comme locomotive à usage mixte et devait être utilisée sur les services Nightstar. Les 30 premières locomotives des BB 36000 ont été construites en remplacement des dernières des 264 locomotives bitension (1,5 kV et 25 kV) classe BB 26000 (Sybic) commandées. Elles s'en distinguent par leur conception à triple tension également capable de fonctionner sous 3 kV DC, le système utilisé en Belgique.
Ces locomotives ont reçu le nom d'Astride pour (Asynchrone Tri-system Drive Engine). Leur design externieur était de conception MDB. Soixante locomotives ont été livrées entre 1997 et 2002, numérotés BB 36001 à 36060. Les trente première recevaient une livrée rouge et étaient principalement utilisés pour les trains à destination de la Belgique ; lle reste a reçu la livrée verte pour le fret et a été principalement utilisé pour les trains à destination de l'Italie.
Toutes sont utilisées en trafic marchandises en raison de l'échec du projet Nighstar. En juillet 2010, les locomotives numérotées 36001 à 36030 ont été transférées à la filiale de location de matériel roulant de la SNCF, Akiem.
À noter que la Société nationale des chemins de fer belges et les Chemins de fer luxembourgeois ont commandé des locomotives similaires (Série 13 SNCB et 3000 CFL) qui ont également servi en trafic voyageurs, y compris des trains à 200 km/h.

### Diesel

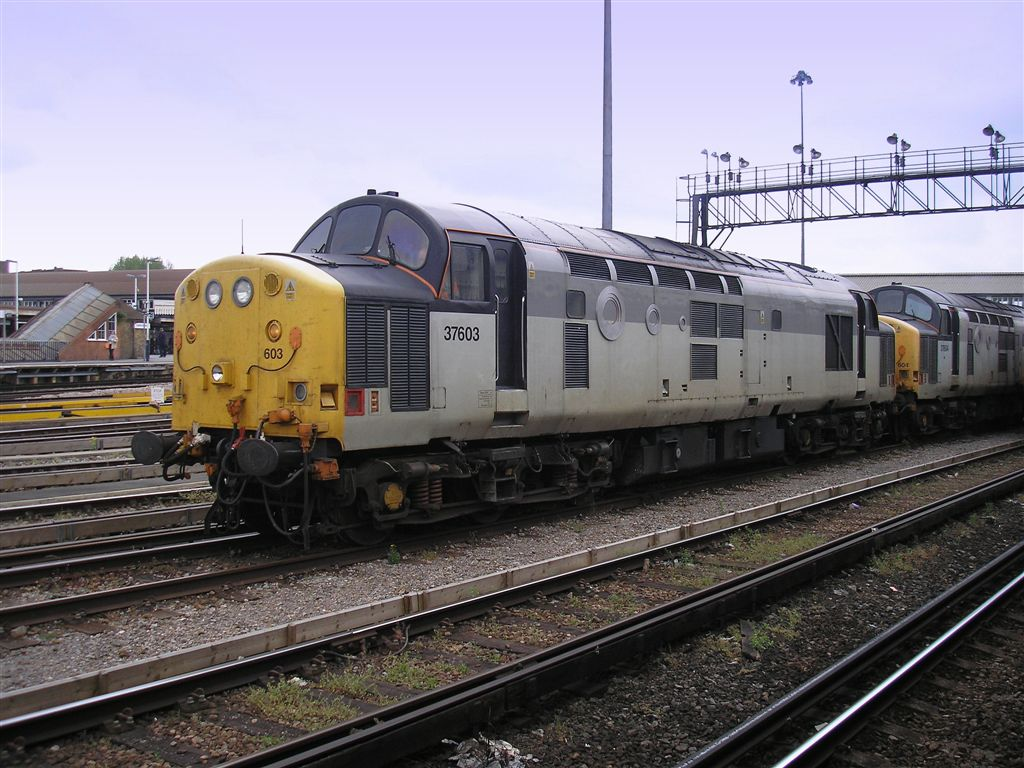
Classe 37/6 à la gare de Clapham Junction en mai 2007.

#### Classe 37
Sur les routes non électrifiées en Grande-Bretagne, les services Nightstar auraient fait appel à des locomotives diesel. Lors de sa première proposition, British Rail avait l'intention d'obtenir ces locomotives dans le cadre d'une commande plus importante pour une nouvelle classe de locomotives diesel. Cette commande n'ayant pas été reçue, un appel d'offres a été lancé pour les six locomotives nécessaires. Cependant, le coût d'une si petite commande de locomotives était excessivement élevé, c'est pourquoi la décision fut prise d'utiliser à la place des paires de locomotives de la classe 37/5. Douze ont été sélectionnés, rénovés aux ateliers de Doncaster et renumérotés sous-classe 37/6,. La rénovation comprenait une révision complète, un rééquipement pour circuler à 80 mph, la possibilité de rouler en utilité multiple et l'ajout d'un câblot pour l'alimentation électrique des trains (ETS) utilisé pour alimenter la climatisation et d'autres équipement des voitures. Si certaines ont un temps été conservées par Eurostar pour servir de locomotives de secours, toutes ont finalement été vendues à Direct Rail Services.

#### Fourgon générateur

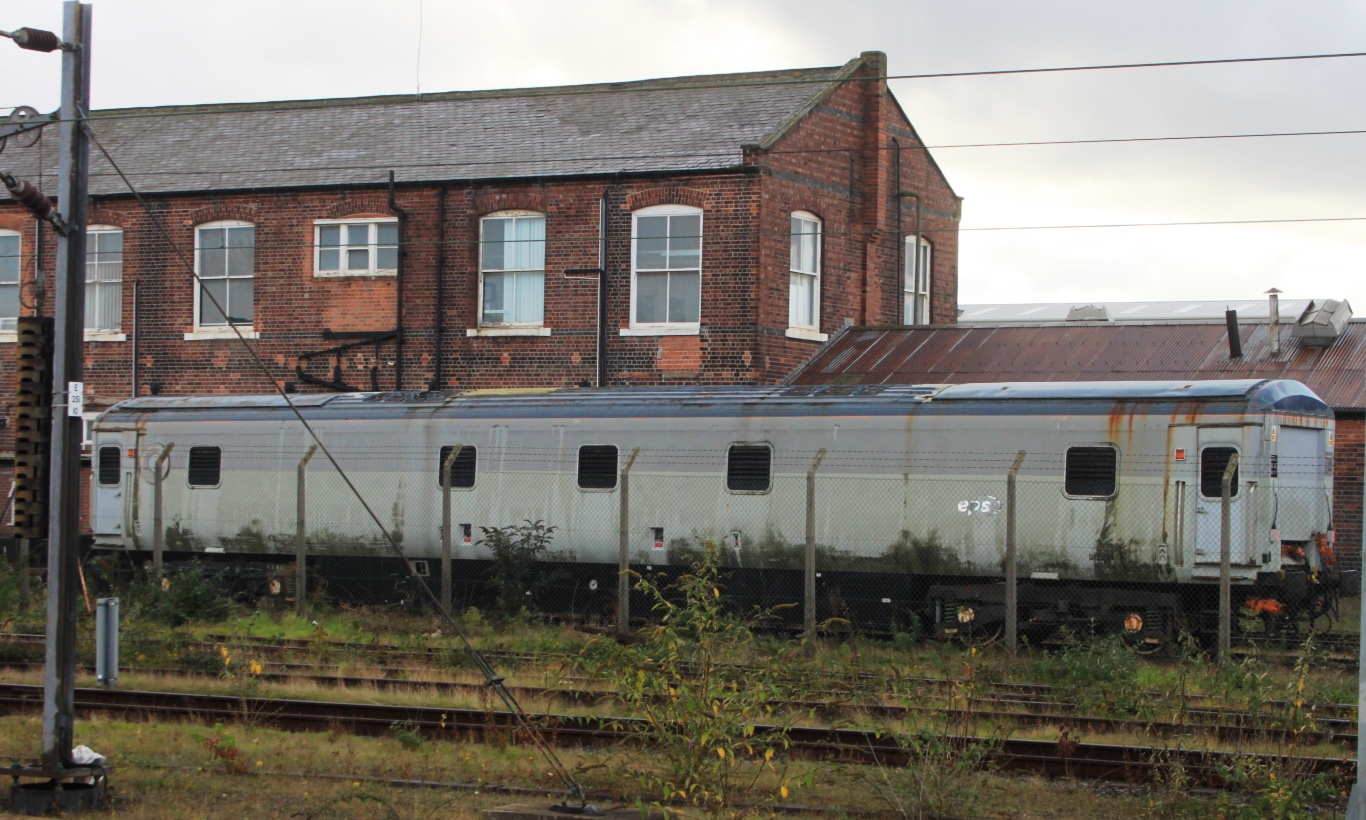
Un fourgon générateur stocké aux ateliers de Doncaster en 2016;

Les locomotives de classe 37/6 n'ont pas de génératrice pour le système ETS et ne peuvent donc pas fournir la puissance requise par les services à bord des trains Nightstar. On réalise donc un fourgon générateur, contenant deux moteurs diesel Cummins de 350 kVA, lequel sera positionné entre les deux locomotives classe 37/6. Cinq ont été convertis à partir de voitures-lits British Rail Mark 3 redondantes. La conversion impliquait une révision complète, le démontage des intérieurs et l'installation des générateurs dans un boîtier insonorisé et ignifuge. Des réservoirs de carburant ont également été installés à la place des réservoirs d'eau des couchettes, ainsi que des câbles et des canalisations installés pour le contrôle des locomotives en unité multiple. Bien qu'initialement encore classés comme matériel de voyageurs après la conversion, cela a ensuite été modifié et ils ont été classés comme locomotives de classe 96/3 en dépit de leur absence de propulsion.
En juillet 2009, les 96372/3/4/5 ont été transférés aux ateliers de Wolverton où ils ont fait don de leurs bogies pour que Direct Rail Services les utilise sur sa flotte de trains-charter. Par la suite, ils ont tous déménagé à Long Marston pour stockage. En janvier 2011, le 96374 a été acheté par Wabtec et transféré à Doncaster où des modifications ont été apportées pour lui permettre servir de fourgon-générateur ETS pour le programme de remise à neuf des voitures Mk4.
En janvier 2016, le 96371 a été envoyé à UK Rail Leasing, Leicester pour un essai de conversion en fourgon de chauffage / voiture de mesure. Il a été vendu à Eastern Rail Services en mars 2019 et transféré à Polmadie TRSMD en 2020 pour être employé comme fourgon-chaudière sur le train Caledonian Sleeper.
En août 2020, Eastern Rail Services a acheté 96374 à Wabtec qui avaient été stockés à Doncaster Works. Il a depuis été transféré à Great Yarmouth pour être utilisé comme voiture de chauffage leur flotte de Mk2 et Mk3 et a été repeint en livrée Intercity.
En décembre 2021, Eastern Rail Services a acheté les trois fourgons générateurs restants à Motorail, dont 96372 ont déménagé à Great Yarmouth.
En novembre 2022, le 96371 a été transporté à Inverness pour être à son tour utilisé avec le Caledonian Sleeper.

## Itinéraires
Lorsqu'il a été initialement proposé en 1992, le modèle de service devait être le suivant :

### Au départ de Londres
- Londres vers Amsterdam et Cologne via Bruxelles ;
- Londres vers Dortmund et Francfort via Bruxelles.

Ces trains auraient chacun été formés de deux sous-ensembles de huit voitures (un pour chaque destination) qui seraient scindés à Aix-la-Chapelle, l'inverse se produisant pour les trains à destination de Londres.

### Au-delà de Londres
- Plymouth vers Bruxelles ;
- Swansea vers Paris ;
- Glasgow Central vers Paris ou Bruxelles.

Les trains de Plymouth et de Swansea auraient chacun été formés de sept voitures, et le train de Glasgow de deux rames de sept. Les trains de Plymouth et de Swansea circulant jusque Londres avec un couplage de class 37/6 et un fourgon générateur ; le train de Glasgow étant acheminé sur une locomotive électrique de bout en bout. À Londres Kensington Olympia, le train de Glasgow serait divisé et les deux sous-ensembles attachés aux trains respectifs de Swansea et de Plymouth pour former respectivement un train vers Paris et un vers Bruxelles.
Les trains seraient tous transportés par une seule locomotive électrique de classe 92 de Londres à Dollands Moor Freight Yard où une deuxième classe 92 serait attachée à l'arrière du train pour des raisons de sécurité. Il s'agissait de répondre aux exigences très strictes du tunnel sous la Manche selon lesquelles chaque train devait être capable de rebrousser et, dans l'impossibilité, être divisé en deux et chaque moitié évacuée indépendamment.

### Schéma révisé
Après de nombreux retards de mise au point et en raison de l'évolution des besoins des passagers, l'itinéraire final proposé prévoyait des trains sur cinq itinéraires vers Glasgow, Londres, Manchester Piccadilly, Plymouth et Swansea au Royaume-Uni, à destination et en provenance d'Amsterdam, Dortmund et Francfort.[réf. nécessaire].

## Retards
La construction des 139 voitures a débuté en 1992 et s'est poursuivie lentement jusqu'à ce que l'ensemble du projet soit suspendu en 1997, puis officiellement abandonné en 1999. Les raisons du report du démarrage des opérations puis de l'annulation définitive de la sont similaires à celles avancées pour l'abandon des Eurostar régionaux : principalement la hausse des coûts, l'absence de réel intérêt du public et la concurrence des compagnies aériennes à bas prix telles que Ryanair et EasyJet ainsi que des questions de contrôle aux frontières[réf. nécessaire].
La fragmentation et la privatisation du réseau ferroviaire britannique ont également laissé European Passenger Services (Eurostar) comme un petit opérateur manquant de puissance financière et de savoir-faire technique, incapable d'exploiter un tel service même si une demande avait existé.
Juste avant l'abandon final de ce service, un expert du Sunday Times relatait que la locomotive capable de remorquer en solo un train Nightstar entièrement chargé n'existait pas. Il faudrait attendre deux ans, elle ne serait pas compatible avec le gabarit britannique et la consommation en électricité de l'ensemble serait trop importante pour chaque section comprise entre deux sous-stations électriques ce qui imposerait de créer une exemption pour ces trains. L'article concluait que le seul matériel apte à propulser ces trains serait une paire de motrices de type TGV modifié.[réf. nécessaire]
Rétrospectivement, le service était mal conçu Un si grand nombre de trains vers diverses destinations auraient probablement été mal utilisés et la sécurité dans certaines gares aurait été coûteuse, car les voyageurs internationaux dûment habilités auraient dû être séparés des passagers locaux. Eurostar a également négligé les liaisons principales reliant Londres à Paris et Bruxelles, affirmant qu'elles n'étaient pas nécessaires en raison de la courte durée du trajet, mais oubliant que les réunions du matin nécessitent autrement une nuit ou un départ très tôt. Un départ tard dans la nuit et une arrivée tôt le matin sur l'axe Londres-Paris/Bruxelles/Amsterdam/Cologne, avec des correspondances internes ailleurs, auraient eu un meilleur potentiel. Un service similaire a été proposé en 2009 utilisant du matériel roulant plus conventionnel, mais n'a pas obtenu un soutien suffisant.

## Abandon
Seules 45 voitures (20 à fauteuils, 19 lits et 6 de service) sur les 139  commandées aient été achevées lorsque le projet a été suspendu en 1997 ; au moins 32 autres étaient partiellement achevées et les 139 carrosseries étaient assemblées. Toutes les voitures complètes et partiellement complètes ont été déplacées vers un stockage sécurisé, principalement au MoD Kineton qui a stocké les voitures complètes (immatriculées) et incomplètes en 2001.
En juin 1997, les London and Continental Railways ont initialement vendu la moitié des douze locomotives classe 37/6 à Direct Rail Services, suivie de trois autres en 2000 et des trois restantes en 2007,.
Des pourparlers ont eu lieu au sein du gouvernement en 1997-1998 sur le devenir des voitures Nightstar devenue sans emploi. L'une des idées évoquées était de reconstruire une partie pour remplacer le matériel du train royal, mais cette idée a été abandonnée au profit de l'option moins coûteuse consistant à réduire la flotte existante du Royal Train et à remettre à neuf les voitures restantes.

## Revente

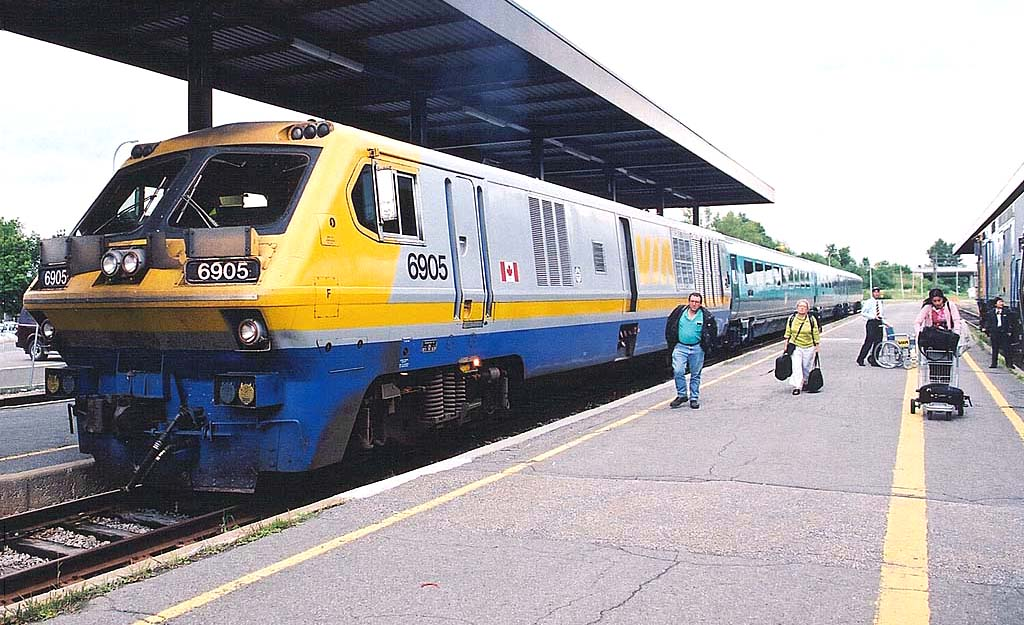
Les trois premières voitures, encore en état d'origine, en test à Ottawa en 2000 derrière une motrice Bombardier LRC.

Après l'abandon du service, en 2002, London and Continental Railways a été crédité par le gouvernement britannique des frais de location des voitures. Le gouvernement britannique a conclu un accord avec le constructeurs Alstom pour revendre les voitures, sous réserve que ce dernier trouve un nouvel acquéreur.

Ce matériel moderne suscitait un intérêt[Où ?], mais le poids, la forte consommation en électricité et la nécessité de les modifier en profondeur pour répondre aux besoins de l'opérateur potentiel signifiaient qu'il n'y avait pas de preneur. Alstom acceptait que s'ils ne pouvaient pas les vendre, ils finiraient tous par être mis au rebut. Le poids élevé de ces voitures en acier (selon les normes européennes) des voitures —  — 50,2 t pour celles à places assises, 53,3 pour les voitures-lits et 52,9 pour celles de service   provenait de l'accumulation de systèmes de sécurité nécessaires au passage des voitures dans le tunnel sous la Manche, et du câblage pour les prestations hôtelières sur-spécifiées lesquelles expliquent aussi l'indice élevé de consommation d'électricité.

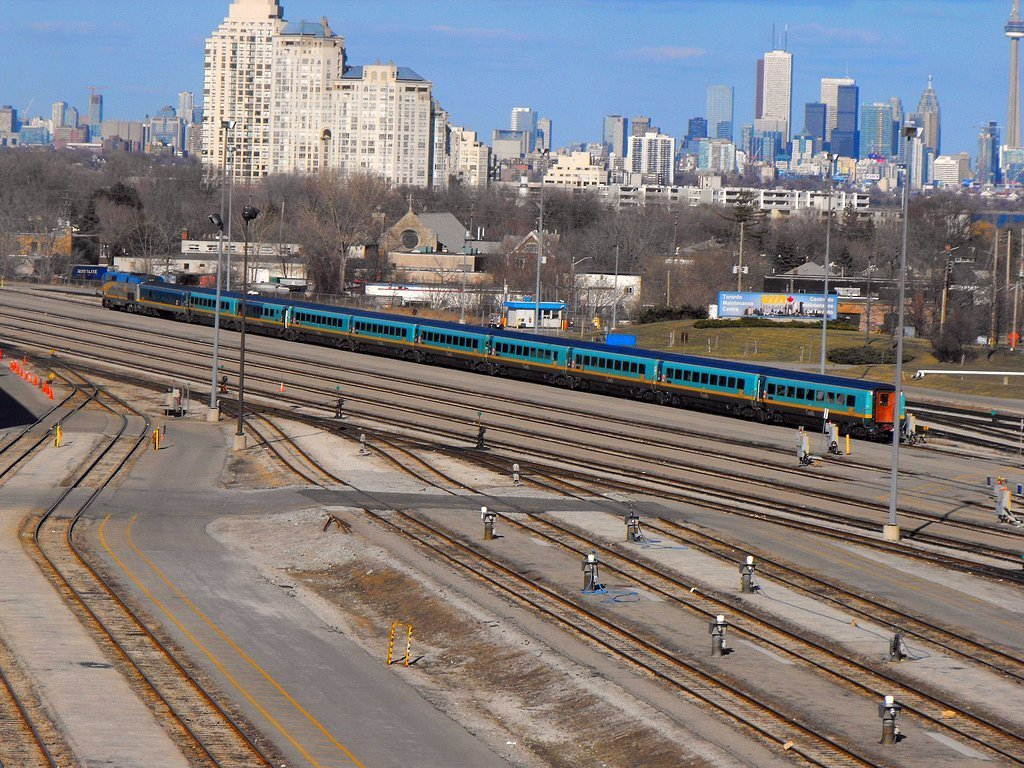
Voitures Via Rail Renaissance à Toronto en avril 2009.

## Via Rail Canada

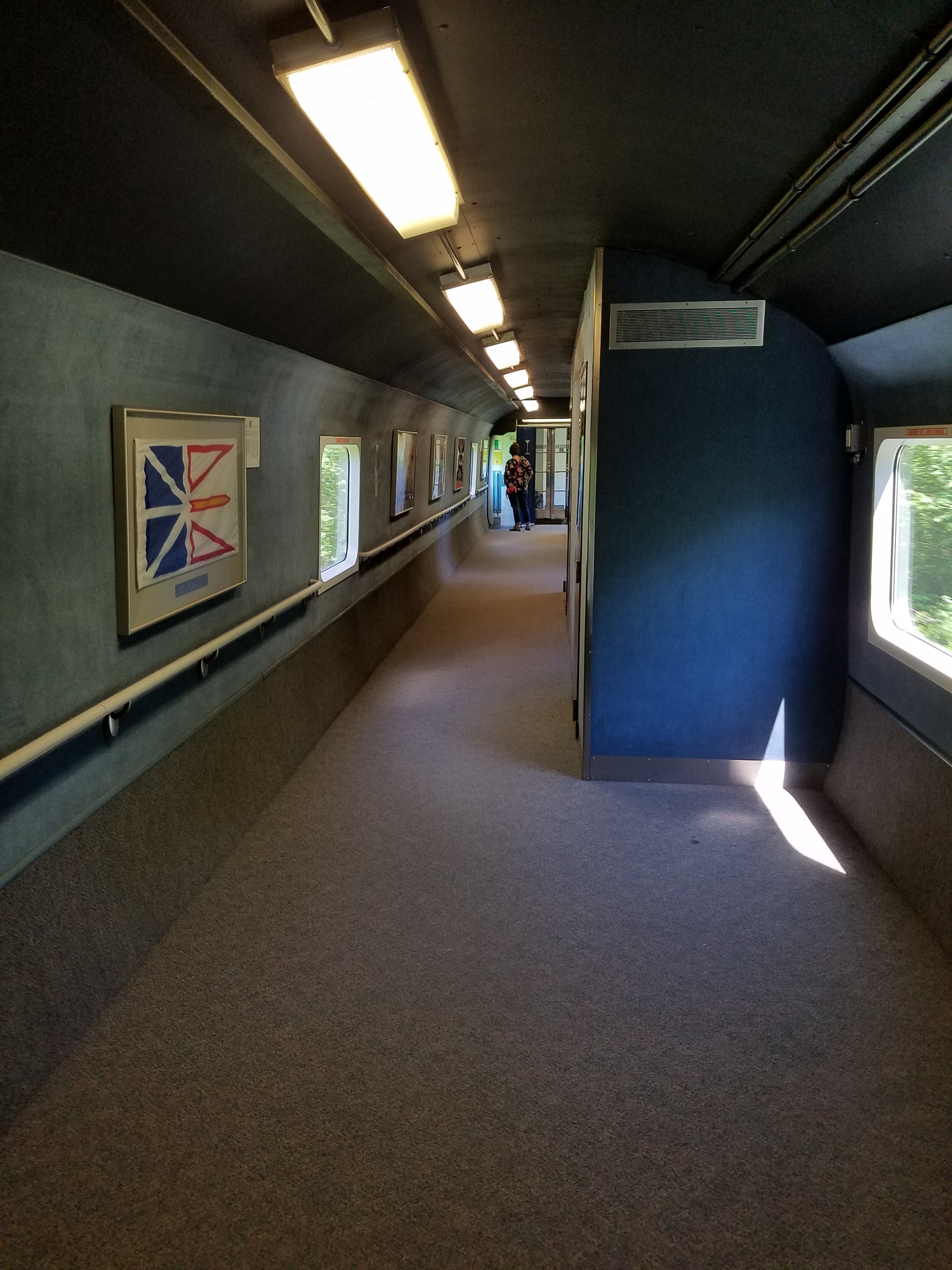
Fourgon à bagages utilisé comme voiture de transition.

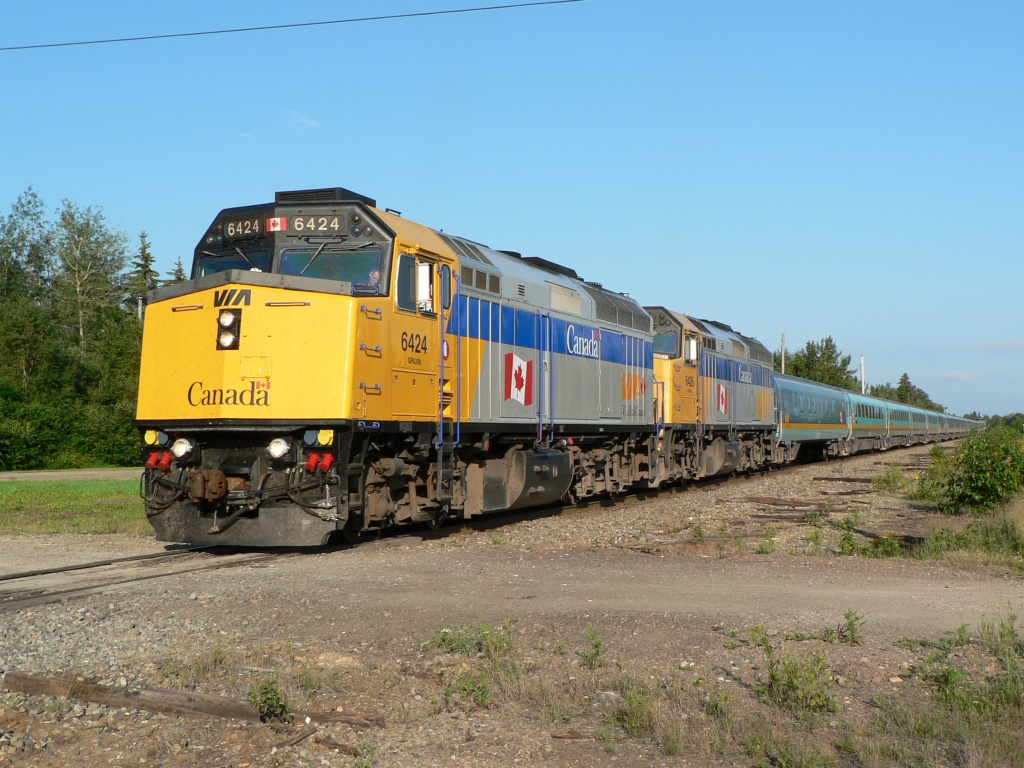
Le train l'Ocean.

Alstom a confirmé début mai 2000 que la société canadienne Via Rail était intéressée par l'achat d'une partie des stocks excédentaires de Nightstar. Via Rail a pris livraison de trois wagons pour évaluation en juin 2000.
Les voitures ont nécessité plusieurs modifications pour le service canadien :
- Installation de l'attelage automatique aux extrémités ;
- Portes adaptées aux plates-formes canadiennes de bas niveau ;
- Compatible avec le système Head-End-Power 480 V ;
- Système de climatisation amélioré.

En décembre 2000, Via Rail a acheté les 139 voitures Nightstar,. En raison de l'absence d'autres acheteurs, Via Rail a pu négocier un prix de 130 millions de dollars, une remise considérable par rapport à la juste valeur marchande qui était de 400 à 500 millions de dollars. Via Rail prévoyait les utiliser pour étendre le service sur les routes du Corridor (notamment sur les services entre Toronto, Montréal, Ottawa et Québec), sur les trains de nuit (Ocean) de Montréal à Halifax et  (Gaspé) de Montréal à Gaspé. Leur arrivée permit de libérer le matériel existant pour une renforcer la capacité sur le train transcontintal Canadian (Toronto-Vancouver).
Trois voitures ont été expédiés par bateau à titre d'essai au début de l'année 2000 puis les 136 restantes à partir de décembre. Elles sont envoyées à l'usine Bombardier Transport  de Thunder Bay, où les travaux de conversion des voitures déjà complètes ont été effectués. C'est aussi là qu'ont été complètées celles parvenues à l'état de coquille vide.
Les voitures font désormais partie de la flotte Renaissance de Via Rail. Le premier est entré en service en juin 2002 sur le train The Enterprise. Trente-trois des voitures n'ont jamais été utilisées et les carcasses ont été stockées dans un champ à Thunder Bay.
Les autres sont réparties comme suit :
- 14 voitures classe affaires ou club (ex sièges inclinables) numérotées 7100-7113 aménagées avec 48 places dont certaines comportent un emplacement pour fauteuil-roulant[30] ;
- 33 voitures classe économie (ex sièges inclinables) numérotées 7200-7232 et aménagées avec 48 places en configuration 2+1[31] ;
- 20 voitures services numérotées 7300-7316 et 7354-7359 qui conservent l'aménagement d'origine et offrent un service de restauration légère et de boissons ; celles arrivées complètes portent encore le logo des chemins de fer de la Grande-Bretagne[32] ;
- 27 voitures-lits numérotées entre 7500 et 7589[33] ;
- 3 voitures-restaurant aménagées dans un chaudron de voitures-lits. Numérotées 7400-7402, elles offrent 32 places à table ainsi qu'un comptoir pour le service à bord[34] ;
- 9 fourgons à bagages réalisées à partir de caisses inutiles de voitures-lits. Dotées d'un attelage américain à une extrémité, elles sont numérotées 7000-7011 et leurs fenêtres sont obstruées[35].
- 3 fourgons de transition (7600-7602 ex-7000, 7006 et 7010) avec une intercirculation compatible avec le matériel aux normes nord-américaines[36] permettant aux voyageurs et au personnel aux voitures-lits de la série Parc[37].